# ويليام بريريتون
 السير ويليام بريريتون  (توفي في 17 مايو 1536) من رجال بلاط الملك هنري الثامن ملك إنجلترا، والذي اتهم بالخيانة وأعدم مع أربعة آخرين بتهمة الزنا مع الملكة آن بولين، وهو ما يعتقدون المؤرخون المعاصرون أنها كانت مؤامرة للتخلص من الملكة.